# Lípy u kapličky
Lípy u kapličky jsou tři památné stromy lípy malolisté (Tilia cordata), které rostou u staré kapličky v Mariánské, vpravo od silnice směrem k Merklínu. Trojice vysokých stromů, nejvyšších památných lip v Karlovarském kraji, představuje výraznou krajinotvornou dominantu. Úzké a husté koruny spolu splývají a vytvářejí společnou korunu.
Koruny stromů sahají do výšky 37 m, 35 m a 36 m, obvody kmenů měří 435 cm, 439 cm, a 519 cm (měření 2014). Stromy jsou chráněny od roku 2004 jako esteticky zajímavé stromy, významné stářím a vzrůstem, historicky důležité stromy a jsou součástí historické památky.

## Stromy v okolí
- Mariánská lípa
- Winklerův jasan
- Buk na Starém Jelení
- Merklínský javor